# Michael L. Rosenzweig
Michael L. Rosenzweig (ur. 1941) – amerykański profesor ekologii i biologii ewolucyjnej pochodzenia żydowskiego uznawany za jednego z twórców ekologii ewolucyjnej, założyciel i pierwszy kierownik Department of Ecology and Evolutionary Biology na Uniwersytecie Arizony, założyciel czasopisma naukowego Evolutionary Ecology oraz założyciel i naczelny redaktor Evolutionary Ecology Research.

## Życiorys

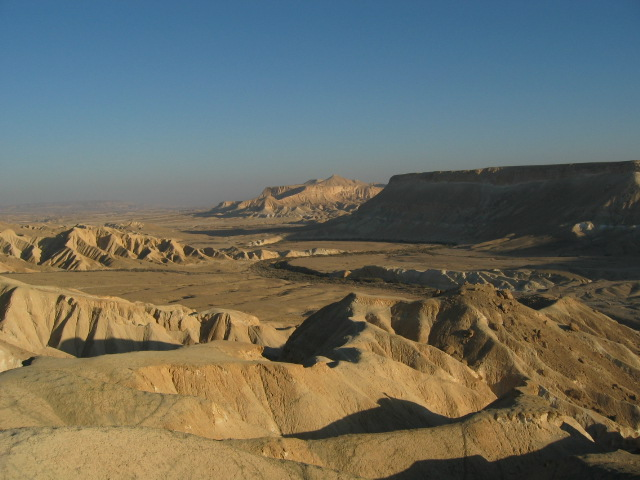
Pustynia Negew, miejsce badań myszoskoczków Gerbillinae, w tym wpływu drapieżnych ptaków na dynamikę liczebności populacji małych gryzoni

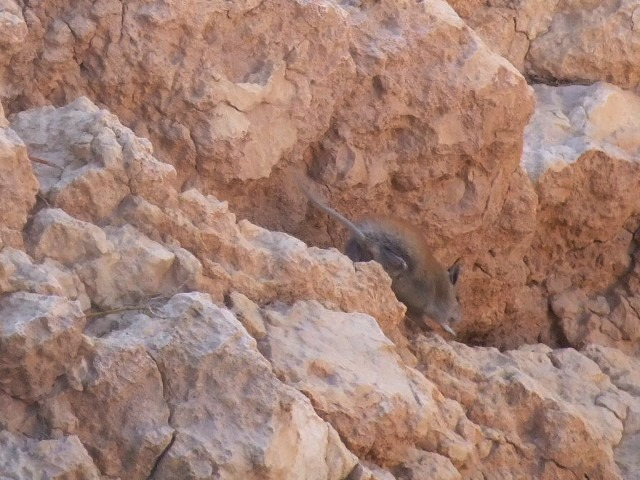
Myszoskoczek pustyni Negew

Urodził się w roku 1941. Został przyrodnikiem wbrew oczekiwaniom rodziców-lekarzy, którzy spodziewali się, że zostanie internistą. Ukończył Uniwersytet Pensylwanii w otrzymując stopień Ph.D. w roku 1966; jego promotorem był Robert MacArthur. Pracuje na Uniwersytecie Arizony, w którym w roku 1975 zorganizował Department of Ecology & Evolutionary Biology (był pierwszym kierownikiem tego wydziału). W roku 1987 założył naukowe czasopismo Evolutionary Ecology, a gdy jego cena zaczęła rosnąć – konkurencyjny Evolutionary Ecology Research, wydawany od roku 1998.

## Badania i publikacje (wybór)
W latach 70. i 80. XX w. M.L. Rosenzweig, Zvika Abramsky i inni zajmowali się ekologią pustynnych ssaków w Izraelu (pustynia Negew) oraz w Ameryce Południowej i Północnej:

- 1986 – Detecting interspecific competition in the field: testing the regression method,
- 1985 – Can interaction coefficients be determined from census data?
- 1985 – Geographical ecology of gerbelline rodents in the sand dune habitats of Israel,
- 1985 – Habitat selection in Israel desert rodents: comparison of a traditional and a new method of analysis,
- 1984 – Estimating species interactions in heterogeneous environments,
- 1980 – Clump size selection: a field test with two species of Dipodomys,
- 1978 – Granivory in North and South American deserts,
- 1978 – Microhabitat selection in two species of heteromyid rodents,
- 1977 – Coexistence and diversity in heteromyid rodents,
- 1977 – Seeds-seedeater systems,
- 1975 – Perturbation analysis of competition and overlap in habitat utilization between Dipodomys ordii and Dipodomys merriami,
- 1975 – Patterns of food, space and diversity,
- 1974 – Dietary analysis in granivores through the use of neutron activation,
- 1974 – Seed selection in Dipodomys merriami and Perognathus penicillatus,
- 1974 – On the optimal aboveground activity of bannertail kangaroo rats,
- 1973 – Habitat selection experiments with a pair of coexisting heteromyid rodent species,
- 1973 – Exploitation in three trophic levels,
- 1970 – Population ecology of desert rodent communities: body size and seed-husking as bases for heteromyid coexistence,
- 1969 – Population ecology of desert rodent communities: habitats and environmental complexity.

Podobnie liczne zbiory publikacji dotyczą wyników badań dynamiki populacji w warunkach  drapieżnictwa (początkowo wspólnie z Robertem MacArthurem), różnorodności gatunkowej lub optymalnej z punktu widzenia populacji gęstości zasiedlenia habitatu. 
M.L. Rosenzweig interesuje się również problematyką ochrony środowiska i porządku publicznego. Opracował koncepcję „ekologii pojednania” (ang. reconciliation ecology, której poświęcił książkę Win-Win Ecology, wydaną w roku 2003 (zob. też PTIE, uwaga 1).
Wcześniej opublikował książki:
- 1995 – Species Diversity In Space And Time, Cambridge University Press,
- 1974 – And Replenish The Earth: The Evolution, Consequences, And Prevention Of Overpopulation. wyd.Harper & Row

## Nagrody i wyróżnienia
W opracowaniu Dr. Michael L. Rosenzweig; The Man The Scientist The Legend prof. Kyle E. Harms (Department of Biological Sciences Louisiana State University) zamieścił listę:

- 2008 – Ecological Society of America Eminent Ecologist Award,
- 2001 – Faculty of Sci Univ Arizona, Career Teaching Award,
- 1999 – Ninth Lukacs Symp: Twentieth Century Distinguished Service Award,
- 1998 – International Ecological Soc: Distinguished Statistical Ecologist,
- 1997–1998 – Udall Center for Studies in Public Policy, Univ Arizona: Fellow,
- 1997 – Mountain Research Center, Montana State Univ: Distinguished Lecturer,
- 1997 – Univ Umeå, Sweden: Distinguished Visiting Scholar,
- 1996–1997 – Univ Miami: Distinguished Visiting Professor,
- 1995–1996 – Univ British Columbia: Dennis Chitty Lecturer,
- 1994 – Iowa State Univ: 30th Paul L. Errington Memorial Lecturer,
- 1992 – Michigan State Univ, Kellogg Biological Station: Eminent Ecologist,
- 1992 – BenGurion Univ of the Negev, Israel: Jacob Blaustein Scholar,
- 1990–1991 – Univ Wisconsin, Madison: Brittingham Fellow,
- 1989 – Monash University, Melbourne, Australia: The Jock Marshall Fellow,
- 1988–1989 – Australian Academy of Science: The Rudi Lemberg Travelling Fellow,
- 1988–1989 – Soc for the Study of Evolution: VicePresident,
- 1986 – Amer Soc Zoologists: Outstanding Service Award,
- 1985–1986 – Amer Soc Zoologists: Chair, Division of Ecology,
- 1985 – College of Science, Univ Arizona: Outstanding Teaching Award,
- 1983 – Univ Miami: Distinguished Visiting Professor,
- 1981–1983 – Soc for the Study of Evolution: Counselor,
- 1977 – UC San Diego: Distinguished Visiting Scholar,